# Iker Casillas
Iker Casillas Fernández (født 20. maj 1981 i Móstoles, Madrid, Spanien) er en spansk fodboldmålmand, der senest spillede for den portugisiske fodboldklub FC Porto, samt det spanske landshold, hvor han var anfører. Han er blevet kåret til "Verdens bedste målmand" fem gange. Med Real Madrid har han vundet titler såsom UEFA Champions League, La Liga, Copa del Rey og UEFA Super Cup.
Efter at have spillet hele sin seniorkarriere for Real Madrid C.F., offentliggjorde klubben den 11. juli 2015, at de var nået til enighed med FC Porto om et skifte for Casillas. Spanieren underskrev derefter en to-årig kontrakt, med option på en et-årig forlængelse.
Med det spanske landshold har han løftet trofæer for sejre i UEFA EURO 2008, FIFA World Cup 2010 og UEFA EURO 2012 med det spanske landshold. 
Ved VM i 2010 var han anfører for det spanske hold, der blev verdensmestre. Han blev samtidig kåret til turneringens bedste målmand og vandt dermed Den gyldne handske 
De mange titler, samt variationen af samme, har gjort at han er blevet kaldt "manden der har vundet alt".
Casillas' kæreste hedder Sara Carbonero, og er en spansk journalist.

## Titler

### Klub
- UEFA Champions League: 2000, 2002, 2014
- La Liga: 2001, 2003, 2007, 2008, 2012
- Supercopa de España: 2001, 2003, 2008, 2012
- UEFA Super Cup: 2002, 2014
- Intercontinental Cup/VM for klubhold: 2002, 2014

### Landshold
- EM: 2012
- VM: 2010
- EM: 2008

### Individuelle priser
- FIFA World Cup Golden Glove: 2010
- IFFHS Verdens bedste målmand: 2008, 2009, 2010, 2011, 2012